# Simon XVIII Sleman
Simon XVIII Sleman ou Shlemon (Sulaiman) shimun XVI, ou encore Shemʿon XIV Shlemon fut patriarche de l'Église apostolique assyrienne de l'Orient de 1700 à 1740.